# CAC All tradable
Der CAC All tradable ist ein französischer Aktienindex der Pariser Börse, der alle Sektoren der französischen Wirtschaft abbildet. Er löste 2011 den ehemaligen Index SBF 250 (Société des Bourses Françaises 250 Index) ab. Der SBF 250 wurde am 31. Dezember 1990 gestartet mit einem Basiswert von 1.000 Punkten.
Der CAC All tradable wird zweimal am Tag kalkuliert (Eröffnung und Schließung des Handels). Er beinhaltet alle Titel des SBF 120.
Er wird von der Euronext berechnet und geführt.
Die ISIN lautet FR0003999499.